# 宗内费尔德
宗内费尔德（Zonneveld），也译作宗内维尔德、宗纳维尔、松内维尔德等，是荷兰姓氏。其它变体形式包括Sonneveld、Sonneveldt。著名人物包括：
- 阿妮·宗内费尔德（英语：Ani Zonneveld），马来西亚裔美国歌手
- 本·宗内费尔德，荷兰植物学家
- 鲍里斯·范宗内费尔德（荷兰语：Boris van Zonneveld），荷兰记者
- 科尔·宗内费尔德（荷兰语：Cor Zonneveld），荷兰政治人物
- 埃德温·P·C·宗内费尔德（荷兰语：Edwin P.C. Zonneveld），荷兰作家
- 扬·伊萨克·塞缪尔·宗内费尔德，荷兰地理学家
- 亚普·宗内费尔德（英语：Jaap A. Zonneveld），荷兰计算机科学家
- 米歇尔·宗内费尔德（荷兰语：Michiel Zonneveld），荷兰记者
- 米克·范宗内费尔德（荷兰语：Mieke van Zonneveld），荷兰诗人、文人
- 麦克·宗内费尔德，荷兰足球后卫
- 米兰·宗内费尔德（荷兰语：Milan Zonneveld），荷兰足球运动员
- 尼尔斯·宗内费尔德（英语：Niels Zonneveld），荷兰飞镖选手
- 帕特里克·宗内费尔德（英语：Patrick Zonneveld），荷兰足球守门员
- 皮埃特·宗内费尔德（英语：Piet Zonneveld），荷兰指挥家、手风琴家
- 赖尼尔·宗内费尔德，荷兰DJ和音乐制作人
- 泰斯·宗内费尔德（英语：Thijs Zonneveld），荷兰赛车手
- 韦斯利·宗内费尔德（英语：Wesley Zonneveld），荷兰足球守门员